# Музей военного детства
 Музей военного детства (босн. Muzej ratnog djetinjstva) — музей в Сараево, Босния и Герцеговина, который открылся в январе 2017 года. В музее представлены экспонаты демонстрирующие воспоминания детей, переживших Боснийскую войну. Экспозиция включает предметы, видеосвидетельства и отрывки из устных историй. В 2018 году Музею военного детства была присуждена одна из самых престижных наград Совета Европы звание «Европейский музей 2018 года».
Проект начался в 2010 году, когда Ясминко Халилович, сараевский предприниматель, активист и «ребенок войны», использовала онлайн-платформу для сбора коротких воспоминаний молодых людей, которые были детьми во время боснийской войны. Более 1000 молодых людей представили свои воспоминания. Халилович собрал эти воспоминания в книгу, которая была опубликована в 2013 году. Впоследствии книга была переведена на немецкий и японский языки.
Когда Халилович начал переписываться с молодыми людьми, которые представили воспоминания, он понял, что у многих из бывших «детей войны» все ещё были определённые объекты, которые они связывали со своими воспоминаниями. Он начал работать с командой других молодых специалистов над созданием музейной коллекции, собрав в итоге более 3000 предметов и более 60 устных свидетельств истории.
В мае 2016 года Музей военного детства провел свою первую временную выставку в Историческом музее Боснии и Герцеговины. Следующие выставки прошли в городах Зеница и Високо. В январе 2017 года на улице Логавина в Сараево открылась постоянная экспозиция музея.
В коллекциях музея представлены дневники, игрушки, фотографии, предметы одежды и множество других предметов, подаренных выжившими во время войны. Все предметы представлены вместе с воспоминаниями от первого лица человека, который их пожертвовал. В дополнение к этим предметам посетители могут послушать свидетельства и прочитать отрывки из интервью.

## Галерея

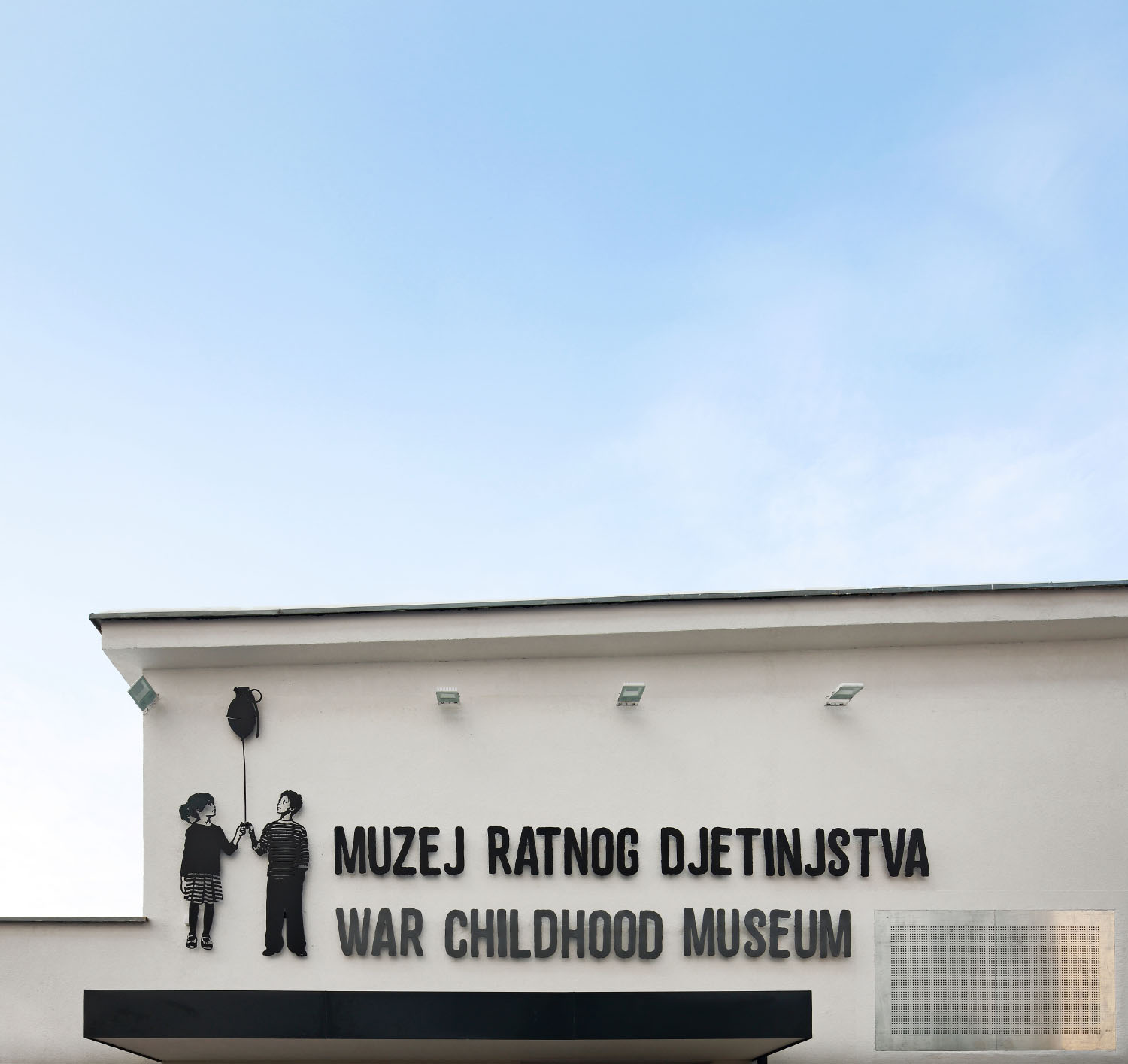
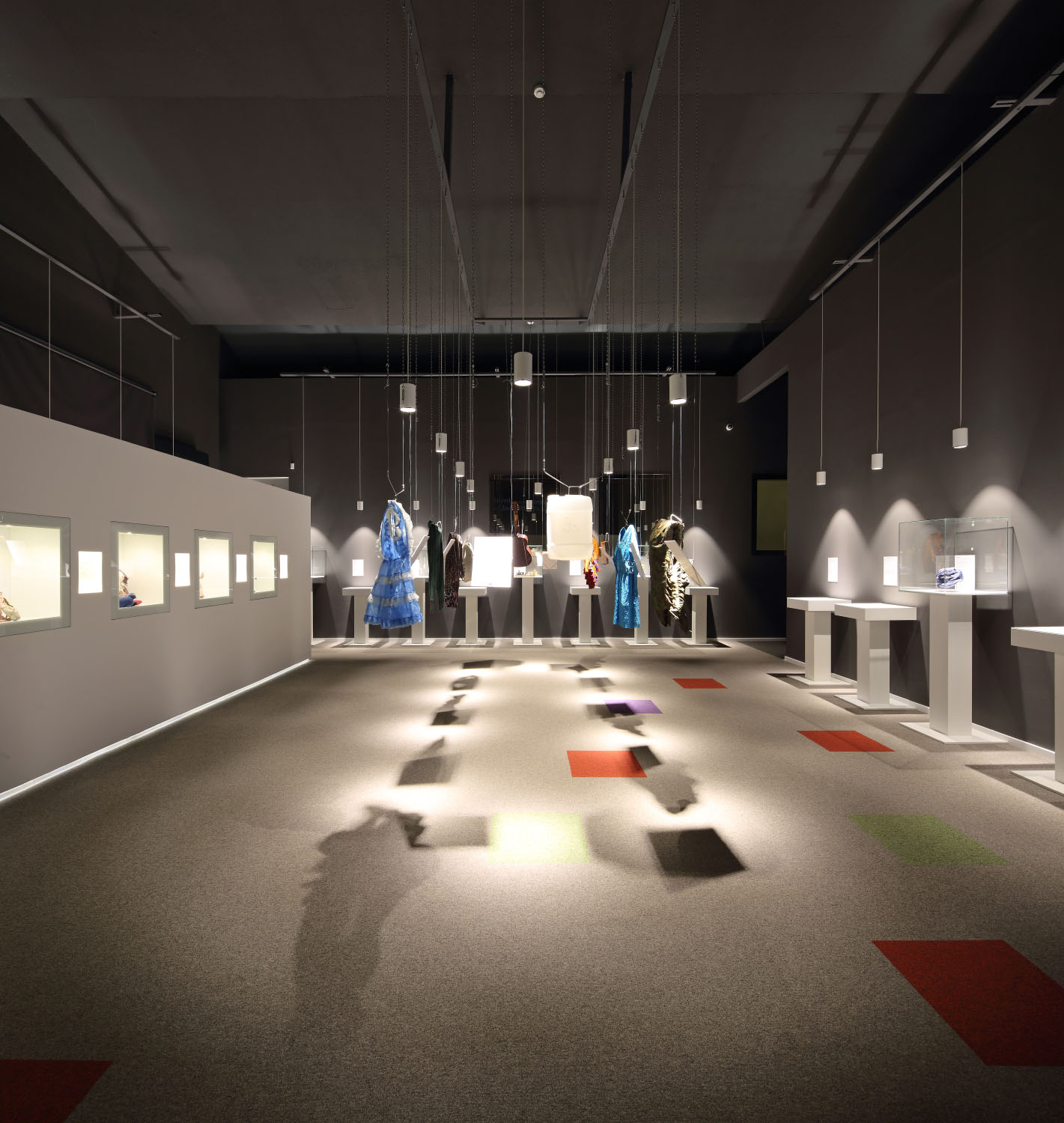
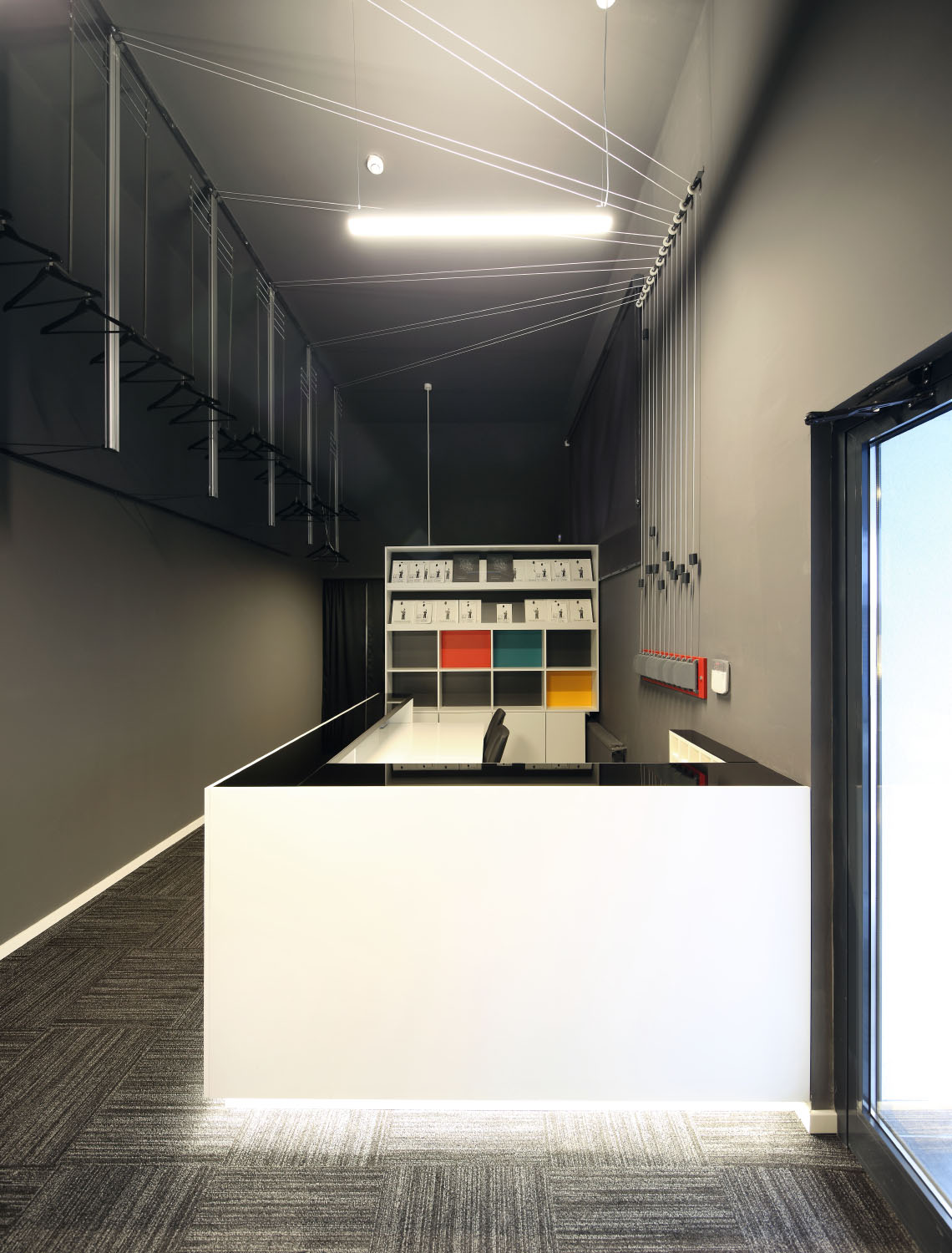